# ماثيو بارنز
ماثيو بارنز (بالإنجليزية: Matthew Barnes) هو شخصية أعمال بريطاني، ولد في 7 مايو 1973.